# Иннокентий (Борисов)
Архиепи́скоп Инноке́нтий (в миру Ива́н Алексе́евич Бори́сов; 15 [27] декабря 1800, Елец, Орловская губерния — 26 мая [7 июня] 1857, Одесса) — епископ Православной российской церкви; с 24 февраля 1848 года архиепископ Херсонский и Таврический. Член Российской академии (1836). Член Святейшего синода с 26 августа 1856 года. Знаменитый проповедник.
В 1997 году причислен к лику местночтимых святых Одесской епархии Украинской православной церкви (Московского патриархата). 8 декабря 2005 года по благословению патриарха Московского и всея Руси Алексия II его память была внесена в месяцеслов Русской православной церкви. 30 ноября 2017 года Архиерейский собор Русской православной церкви благословил общецерковное почитание святителя Иннокентия, архиепископа Херсонского.

## Семья и образование
Родился в семье священника. Окончил Воронежское уездное училище. В 1819 году окончил Орловскую духовную семинарию. В семинарии сидел за одной партой с Иродионом Соловьевым — будущим епископом Кавказским и Черноморским Иеремией, теплую дружбу с которым сохранил до конца своих дней.
Ещё во время учёбы в академии проявил себя талантливым проповедником. Согласно данным митрополита Мануила (Лемешевского), будущий архиерей уже в юности проявлял свои выдающиеся способности:

Помимо слушания лекций он очень много занимался самообразованием и иногда излагал перед своими товарищами учение того или иного философа с такою ясностью и простотой, что превосходил лекции профессорские. Все науки ему давались легко. Он единогласно был признан первым студентом академии.

В 1823 году окончил Киевскую духовную академию первым по успеваемости со степенью магистра богословия.

## Биография
С 28 августа 1823 — инспектор и профессор церковной истории и греческого языка Санкт-Петербургской духовной семинарии.
С 1823 года, одновременно, был ректором Санкт-Петербургского Александро-Невского училища.
10 декабря 1823 года был пострижен в монашество и рукоположён в сан иеродиакона.
С 29 декабря 1823 года — иеромонах.
С 10 декабря 1824 года — бакалавр богословия Санкт-Петербургской духовной академии.
С 2 сентября 1825 года — инспектор Санкт-Петербургской духовной академии.
С 6 января 1826 года — экстраординарный профессор богословия Санкт-Петербургской духовной академии.
16 марта 1826 года возведён в сан архимандрита.
В 1829 году удостоен степени доктора богословия.
С 27 августа 1830 года — ректор и профессор богословия Киевской духовной академии.
С 3 октября 1836 года — епископ Чигиринский, викарий Киевской епархии, управляющий Киево-Михайловским монастырём. При этом остался в должности ректора Киевской духовной академии.
С 1 марта 1840 года — епископ Вологодский и Устюжский.
С 31 декабря 1840 года — епископ Харьковский и Ахтырский.
15 апреля 1845 года возведён в сан архиепископа.
С 24 февраля 1848 года — архиепископ Херсонский и Таврический.
Благодаря архиепископу на развалинах Херсонеса была создана киновия, разрушенная во время осады Севастополя: здесь находились устроенные французами батареи с пороховыми складами и траншеи, которые перерезали всю местность; в 1861 году возрождённую киновию преобразовали в монастырь первого класса.

## Учёный и педагог

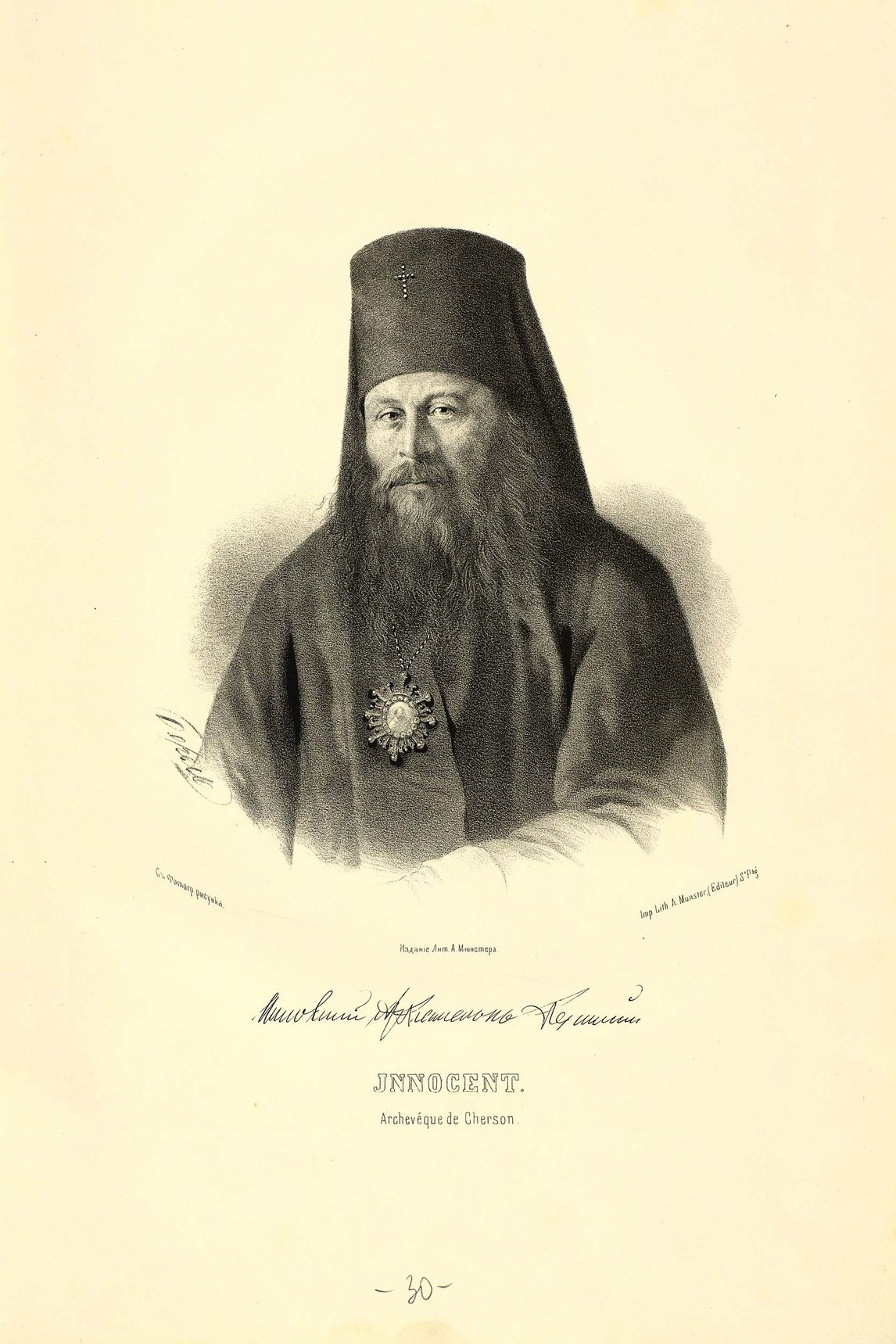
Архиепископ Иннокентий

Во время преподавания в Санкт-Петербурге и Киеве владыка Иннокентий проявил себя выдающимся педагогом.

Он ввёл новый метод изложения богословия — исторический и историко-сравнительный, широко пользуясь пособиями западной богословской литературы, преимущественно протестантской, самобытно работая по первоисточникам. В продолжение 16 лет профессорства он преподавал, в самостоятельной обработке, все главные отрасли богословия. Обладая блестящим даром изложения, он оживил интерес к учёным занятиям среди учащихся. В Киеве он достиг отмены преподавания богословия на латинском языке, державшего русское богословие в рабской зависимости от богословия католического. Им введены новые предметы преподавания, соответственно уровню научного развития на Западе. Он образовал целое поколение русских богословов и ученых, и принимал деятельное участие в переустройстве духовно-учебных заведений, в составлении новых программ академических и семинарских курсов— Иннокентий (Борисов) // Энциклопедический словарь Брокгауза и Ефрона : в 86 т. (82 т. и 4 доп.). — СПб., 1894. — Т. XIII. — С. 218—219.
Был руководителем группы профессоров Киевской духовной академии, занимавшейся составлением «Догматического сборника», в котором была дана характеристика православного вероучения со времени возникновения церкви — этот труд использовался в качестве учебного пособия для студентов. Научная деятельность владыки Иннокентия вызывала негативное отношение со стороны наиболее консервативных церковных деятелей, что повлекло за собой «секретное дознание» о его образе мыслей, закончившееся, однако, его полным оправданием. Одна из его наиболее известных книг — «Последние дни земной жизни Иисуса Христа» — была признана слишком «либеральной», в связи с чем не переиздавалась в течение 30 лет (в 1991 она стала первой книгой святителя, переизданной в современный период отечественной истории).

## Проповедник
По словам митрополита Мануила (Лемешевского), 

можно сказать, что не наука была его истинным призванием, а искусство человеческого слова. Он был не только отличный знаток, но и гениальный художник отечественного слова. Светлый ум, обширная память, творческое воображение, всесторонняя учёность, увлекательное красноречие, величественный и благолепный вид — вот черты, которыми характеризовали современники прославленного Иннокентия.

Проповеди владыки Иннокентия в напечатанном виде распространялись по всей России; часть их переведена на французский, немецкий, польский, сербский, греческий, армянский языки. При этом в своём творчестве он ориентировался как на проповедническое наследие святого Иоанна Златоуста, так и на опыт таких выдающихся католических церковных ораторов как Жак-Бенинь Боссюэ и Жан-Батист Массильон.

## Церковный администратор
В качестве правящего архиерея владыка Иннокентий заботился об улучшении как материального быта, так и образования сельского духовенства. За непродолжительное время управления Вологодской епархией он занимался улучшением работы духовной консистории и духовных училищ, обновлением архиерейского дома и соборного храма, занимался изучением местных памятников истории и культуры. Восстановил Тотемский, Ахтырский, Святогорский и Георгиевский-Балаклавский монастыри, открыл в Крыму несколько монашеских скитов, учредил в Одессе два новых торжественных крестных хода, руководил строительством и реконструкцией храмов.
Был инициатором описания монастырских библиотек и передачи хранившихся в них рукописей в научные центры — духовные академии, а также описания и реставрации памятников истории и культуры Крыма и Кавказа и других регионов, где он был правящим архиереем. Основал в городе Одессе «болгарское настоятельство», которое до освобождения Болгарии из-под власти Османской империи, давало приют и образование сотням болгарских юношей.
Во время Крымской войны архиепископ Иннокентий проявил большое мужество, несмотря на опасность, посещая места боёв (в том числе в Севастополе, где под обстрелом ездил на буксире по бухте), часто находился под огнём противника, совершая богослужения в походных храмах, воодушевляя солдат своими проповедями и утешая умирающих. После окончания войны он совершил объезд епархии, проводил богослужения в городах, подвергшихся разрушениям, находил средства для восстановления повреждённых в результате военных действий храмов. Во время поездки заболел, был вынужден вернуться в Одессу, где и скончался.

## Канонизация и почитание

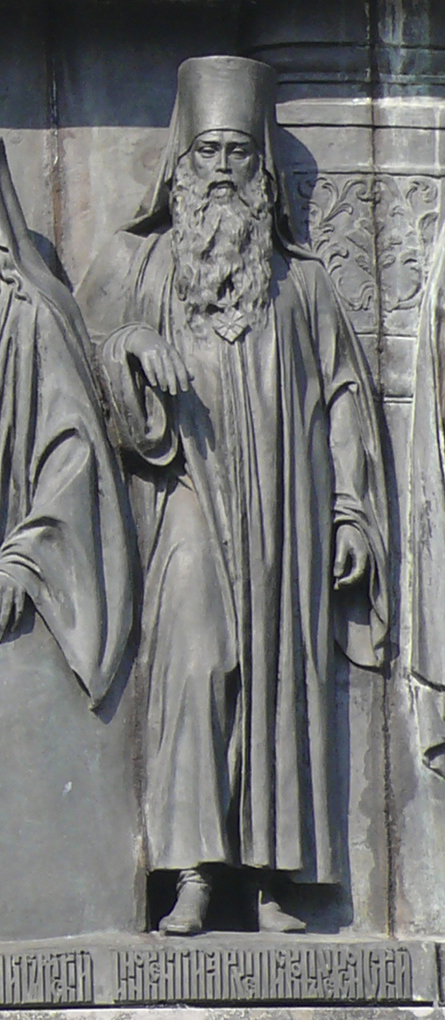
Архиепископ Иннокентий на Памятнике «1000-летие России» в Великом Новгороде

В 1997 архиепископ Иннокентий был причислен к лику местночтимых святых Одесской епархии Украинской православной церкви Московского Патриархата. Тогда же произошло обретение мощей святого, которые с июня 2007 года покоятся в нижнем храме, освящённом в честь него, Преображенского собора Одессы.

## Память
- В сентябре 2013 года в Одессе рядом с кафедральным собором был открыт памятник святителю Иннокентию.
- 19 февраля 2016 года в Раздельной в рамках декоммунизации ул. Горького была переименована на ул. Св. Иннокентия[7].

## Труды
- Сочинения (полное собрание). Шесть томов. СПб, 1908.
  - т. I. Слова и беседы на Рождество Христово. Слова и беседы на праздники Господни. Слова и беседы на воскресные дни.
  - т. II. Слова и беседы на праздники Богородичные. Слова и беседы на дни святых. Слова при посещении паств. Поучения на крестные ходы. Слова и речи к отдельным лицам.
  - III. Слова на высокоторжественные дни. Слова и речи при избрании в общественные должности и при открытии общественных учреждений. Слова надгробные. Слова по случаю общественных бедствий. Падение Адамово. О грехе и его последствиях. Беседы о смерти. Мысли о бессмертии. Заметки.
  - т. IV. Великий пост. Молитва святого Ефрема Сирина. Первая Седмица Великого поста. Страстная седмица. Светлая седмица.
  - т. V. Последние дни земной жизни Господа нашего Иисуса Христа. Жизнь апостола Павла. Жизнь святого Киприана. Беседы о природе. Акафисты.
  - т. VI. О религии вообще. О человеке. О последней судьбе человека и мира.
- О начале христианства в Польше. СПб., 1842.
- Письма к Гавриилу, архиепископу Рязанскому и Зарайскому. М., 1869.
- Последние дни земной жизни Господа нашего Иисуса Христа. М., 1991
- О великих Господских и Богородичных праздниках. СПб., 2005.
- Русский Златоуст: Жизнеописание, слова и проповеди святителя Иннокентия, архиепископа Херсонского. Единецко-Бричанская епархия, 2005.
- Избранные сочинения. 2006.
- Великий пост. Духовные рассуждения на каждый день поста. 2007.